# Washington County (Vermont)
Washington County is een van de 14 county's in de Amerikaanse staat Vermont.
De county heeft een landoppervlakte van 1.785 km² en telt 58.039 inwoners (volkstelling 2000). De hoofdplaats is Montpelier.

## Geboren
- Phil Scott (Barre, 1958), gouverneur van Vermont

Addison · Bennington · Caledonia · Chittenden · Essex · Franklin · Grand Isle · Lamoille · Orange · Orleans · Rutland · Washington · Windham · Windsor